# Ulucoccus
Ulucoccus är ett släkte av insekter. Ulucoccus ingår i familjen pansarsköldlöss.
Kladogram enligt Catalogue of Life:
| Ulucoccus | \| \| Ulucoccus danumensis \| \| \| \| \| \| Ulucoccus gombakensis \| \| \| \| |
|           | \| \| Ulucoccus danumensis \| \| \| \| \| \| Ulucoccus gombakensis \| \| \| \| |
|           | Ulucoccus danumensis                                                           |
|           |                                                                                |
|           | Ulucoccus gombakensis                                                          |
|           |                                                                                |